# Tschatschgerbach
Der Tschatschgerbach (auch Bergwerksgraben, Silberbach) ist ein Bach in Mittelkärnten in den Gemeinden Gurk, Frauenstein und Mölbling, der als rechter Zubringer in die Gurk mündet.
Der Tschatschgerbach entspringt im Osten der Gemeinde Gurk, im Norden der Wimitzer Berge, gut 3 km nordöstlich von Pisweg, beim Hof Flatt der Ortschaft Dörfl.  Er fließt zunächst etwas mehr als 1 ½ km nach Süden, wendet sich dann in östliche Richtung und fließt so südlich jeweils etwa 100 bis 150 Höhenmeter unterhalb der Ortschaften Zabersdorf und Zedl. Hier verlässt der Bach die Gemeinde Gurk und bildet dann, südlich von Unterdeka, über etwas mehr als 1 km die Grenze zwischen den Gemeinden Frauenstein und Mölbling. Der Tschatschgerbach fließt dann durch die Ortschaft Bergwerksgraben, nimmt bei Rastenfeld von rechts den Meiseldinger Bach auf und wendet sich hier abrupt nach Norden, wo hoch über dem Bach Schloss Rastenfeld thront. Dann fließt der Bach wieder in Richtung Osten, vorbei an der namengebenden Siedlung Tschatschg und durch Treffling und mündet am Westrand des Krappfelds in die Gurk. 